# 指纹蛤
指纹蛤（学名：Acila divaricata），大陸作、臺灣作，是弯锦蛤目银锦蛤科指纹蛤属的一种。主要分布于韩国、中国大陆、台湾，常栖息在水深68－162米细砂和泥质砂的沉积环境。